# 大花青藤
大花青藤（学名：Illigera grandiflora）为莲叶桐科青藤属下的一个种。种名grandiflora意为“大花的”。